# Lagochilascaris minor
Lagochilascaris minor es un nematodo parásito del hombre. Es un gusano pequeño, la hembra tiene un tamaño de 6 a 20 mm de longitud por 0,2 a 0,8 de diámetro, el macho es de menor tamaño. Provoca lagoquilascariasis, enfermedad con lesiones cutáneas purulentas características.

## Ciclo de vida
El ciclo de vida del parásito no es del todo conocido. Estudios sugieren  que el parásito podría utilizar a roedores silvestres como el agutí (Dasyprocta leporina) como huésped intermediario, en el cual causa lesiones diferentes a las observadas en el ser humano (no purulentas y localizadas en músculo esquelético). También se ha podido inocular el parásito en ratones de laboratorio.
Las lesiones purulentas características de la especie se han reportado en gatos y perros domésticos. Gusanos del género Lagochilascaris que podrían ser L. minor se han observado también en animales carnívoros silvestres, como el perro venadero (Speothos venaticus).

## Lagoquilascariasis
La infección lagoquilascariasis se caracteriza por la presencia de masas tumorales de crecimiento lento y doloroso usualmente en el cuello, aunque también pueden estar en apófisis mastoides, senos paranasales y amígdalas. Estos tumores se abscedan y dan salida a una secreción purulenta en donde se pueden ver huevos, larvas y parásitos adultos. Es una infección crónica que puede durar varios años, y los resultados con la mayoría de tratamientos antihelmínticos y quirúrgicos no son concluyentes. El tratamiento con ivermectina ha dado resultados satisfactorios. Se ha reportado casos en el que el parásito ataca el sistema nervioso central
.

## Distribución
Este parásito solo ha sido reportado en México
, Centroamérica, Sudamérica y las Antillas. Es una enfermedad rara. Brasil es el país con más reportes de esta infección, la mayoría procede de la región norte, especialmente del estado de Pará. Se da principalmente en zonas rurales y selváticas.